# Benjamin Kirchhoff
Benjamin Kirchhoff (Frankfurt, 1994. november 11. –) német labdarúgó, aki jelenleg a Kickers Offenbach játékosa.

## Család
Testvére, Jan Kirchhoff szintén labdarúgó.